# 巴格诺尔
巴格诺尔是一个位于中国内蒙省伊金霍洛旗县的湖泊，面积约为40平方千米。